# بيرانغ صفري
بيرانغ سافاري (بالسويدية: Behrang Safari) (مواليد 9 فبراير 1985 في طهران، إيران) لاعب كرة قدم سويدي ذو أصول إيرانية يجيد اللعب في مركز الظهير الأيسر والجناح الأيسر ويلعب حاليا في نادي آندرلخت البلجيكي منذ 2011.

## روابط خارجية
- بيرانغ صفري على موقع الاتحاد الدولي (مؤرشف)  (الإنجليزية)
- بيرانغ صفري على موقع الاتحاد الأوربي (الإنجليزية)
- بيرانغ صفري على موقع اتحاد السويد (السويدية)
- بيرانغ صفري على موقع قاعدة بيانات كرة القدم.إي يو (الإنجليزية)
- بيرانغ صفري على موقع ناشيونال فوتبول تيمز (الإنجليزية)
- بيرانغ صفري على موقع Soccerbase.com (لاعب) (الإنجليزية)
- بيرانغ صفري على موقع Soccerway.com (الإنجليزية)
- بيرانغ صفري على موقع عالم كرة القدم.نت (الإنجليزية)
- بيرانغ صفري على موقع AS.com (الإسبانية)